# Sematophyllum humillimum
Sematophyllum humillimum là một loài rêu trong họ Sematophyllaceae. Loài này được Dixon & Thér. mô tả khoa học đầu tiên năm 1942.